# Meadow Park
Meadow Park is een voetbalstadion in de Engelse stad Borehamwood, Hertfordshire. Het stadion vormt de thuisbasis van Boreham Wood en biedt plaats aan 4.502 toeschouwers, waarvan er 1.400 kunnen plaatsnemen op zitplaatsen.
Naast Boreham Wood maken ook Arsenal WFC en de tweede elftallen van Arsenal en Watford gebruik van Meadow Park.